# Lortzing (Künstlerfamilie)
Die Künstlerfamilie Lortzing bestand aus folgenden Personen:
- Johann Gottlieb Lortzing (1776–1841), deutscher Theaterschauspieler ⚭ Charlotte Sofie Lortzing (1780–1846), deutsche Theaterschauspielerin
- Albert Lortzing (1801–1851), deutscher Komponist, Schauspieler und Sänger ⚭ Rosina Regina Lortzing (1799–1854), deutsche Theaterschauspielerin
  -     - Karl Krafft-Lortzing (1856–1923), Dirigent und Komponist
      - Alfred Krafft-Lortzing (1893–1974), deutscher Tenor, Schauspieler und Intendant

  - Hans Lortzing (1845–1907), deutscher Theaterschauspieler

Der Schauspieler Eduard Lortzing (1847–1878) war der Neffe Albert Lortzings.